# Robert Palmer
Robert Allen Palmer (Batley, 19 de janeiro de 1949 — Paris, 26 de setembro de 2003) foi um cantor e compositor, instrumentista e produtor musical britânico. Ele era conhecido por sua distinta voz soul e sua mistura eclética de estilos musicais em seus álbuns, combinando soul, jazz, rock, pop, reggae e blues. Ele fez sucesso tanto em sua carreira solo como com o The Power Station (com integrantes do Duran Duran e Chic), e teve canções no Top 10 do Reino Unido e dos Estados Unidos.
Seus icônicos vídeos musicais dirigidos pelo fotógrafo de moda britânico Terence Donovan para os hits "Addicted to Love" e "Simply Irresistible", mostravam mulheres dançando com vestidos idênticos e com rostos pálidos, maquiagem pesada e batom vermelho brilhante, que se assemelhavam as mulheres na arte de Patrick Nagel, um artista popular na década de 1980. O envolvimento de Palmer na indústria da música começou na década de 1960, abrangeu quatro décadas e incluiu um período com a banda Vinegar Joe.
Palmer recebeu uma série de prêmios ao longo de sua carreira, incluindo dois prêmios Grammy de Melhor Performance Vocal Rock Masculino, um Prêmio de Música da MTV e duas indicações ao Brit Award na categoria Melhor Artista Masculino Britânico.
Robert Palmer morreu em um quarto de hotel de Paris de parada cardíaca em 26 de Setembro de 2003, aos 54 anos. Ele estava na capital francesa depois de gravar uma aparição na televisão em Londres para a Yorkshire TV. Ele foi socorrido por seus pais, seu filho Jim e filha Jane, e por sua namorada Mary Ambrose. Entre os que o homenagearam estava o Duran Duran, afirmando: "Ele era um amigo muito querido e um grande artista. Esta é uma perda trágica para a indústria musical britânica".

## Discografia

### Álbuns
- 1974: Sneakin' Sally Through the Alley
- 1975: Pressure Drop
- 1976: Some People Can Do What They Like
- 1978: Double Run
- 1979: Secrets
- 1980: Clues
- 1983: Pride
- 1985: Riptide
- 1988: Heavy Nova
- 1990: Don't Explain
- 1992: Ridin' High
- 1994: Honey
- 1999: Rhythm & Blues
- 2003: Drive

### Álbuns ao vivo
- 1982: Maybe It's Live
- 2001: Live at the Apollo
- 2010: At the BBC

### Álbuns de compilação
- 1989: Addictions: Volume 1
- 1992: Addictions: Volume 2
- 1995: Very Best of Robert Palmer
- 1998: Woke Up Laughing
- 1999: 20th Century Masters – The Millennium Collection: The Best of Robert Palmer
- 2002: At His Very Best
- 2002: Best of Both Worlds: The Robert Palmer Anthology (1974–2001)
- 2002: Some Guys Have All the Luck
- 2005: The Very Best of the Island Years
- 2007: The Silver Collection
- 2016: Collected

### Como The Power Station
- 1985: The Power Station
- 1996: Living in Fear

### Singles
- 1975: Get Outside
- 1975: Sneakin' Sally Through the Alley
- 1976: Give Me An Inch
- 1976: Which of Us Is The Fool
- 1976: Man Smart, Woman Smarter
- 1978: Every Kinda People
- 1978: Best of Both Worlds
- 1979: What's It Take
- 1979: Bad Case of Loving You (Doctor, Doctor)
- 1979: Jealous
- 1979: Can We Still Be Friends
- 1980: Johnny and Mary
- 1980: Looking for Clues
- 1982:	Some Guys Have All the Luck
- 1983:	You Are in My System
- 1983: You Can Have It (Take My Heart)
- 1983: Pride
- 1985: The Power Station: "Some Like It Hot
- 1985: The Power Station: "Get It On (Bang a Gong)
- 1985: The Power Station: "Communication
- 1985: Discipline of Love
- 1986: Riptide
- 1986: Addicted to Love
- 1986: Hyperactive
- 1986: I Didn't Mean to Turn You On
- 1986: Discipline of Love (reedição)
- 1988:	Sweet Lies
- 1988: Simply Irresistible
- 1988: Early in the Morning
- 1988: She Makes My Day
- 1989: Tell Me I'm Not Dreaming
- 1989: Change His Ways
- 1989: It Could Happen to You
- 1989: Bad Case of Loving You (Doctor Doctor) (reedição)
- 1990: Life in Detail
- 1990: I'll Be Your Baby Tonight (Robert Palmer e UB40)
- 1990: Don't Explain
- 1990: You're Amazing
- 1991: Mercy Mercy Me (The Ecology) / I Want You
- 1991: Dreams to Remember
- 1991: Happiness
- 1992: Every Kinda People (remix)
- 1992: Witchcraft"
- 1994: Girl U Want
- 1994: Know by Now
- 1994: You Blow Me Away
- 1995: Respect Yourself
- 1996: The Power Station: "She Can Rock It
- 1999: True Love
- 2003: Addicted to Love